# Предметно-орієнтоване мистецтво

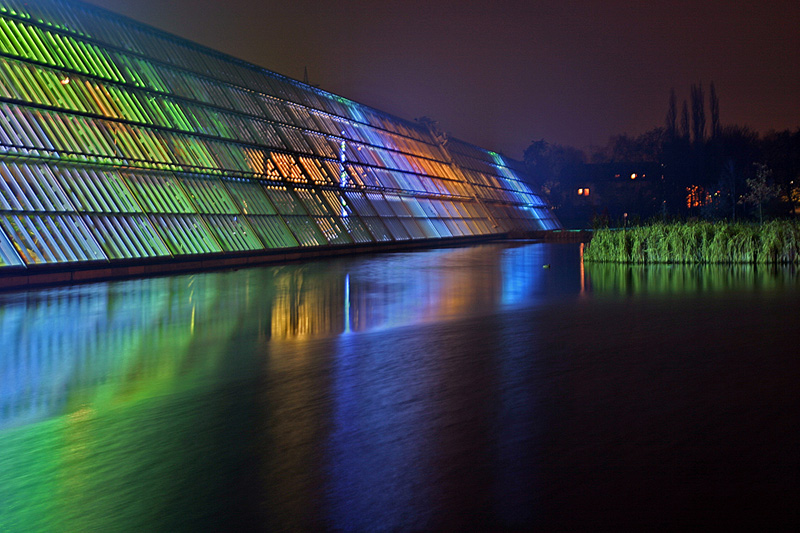
Оформлення будівлі в парку міста Гельзенкірхен. Автор - Ден Флавін

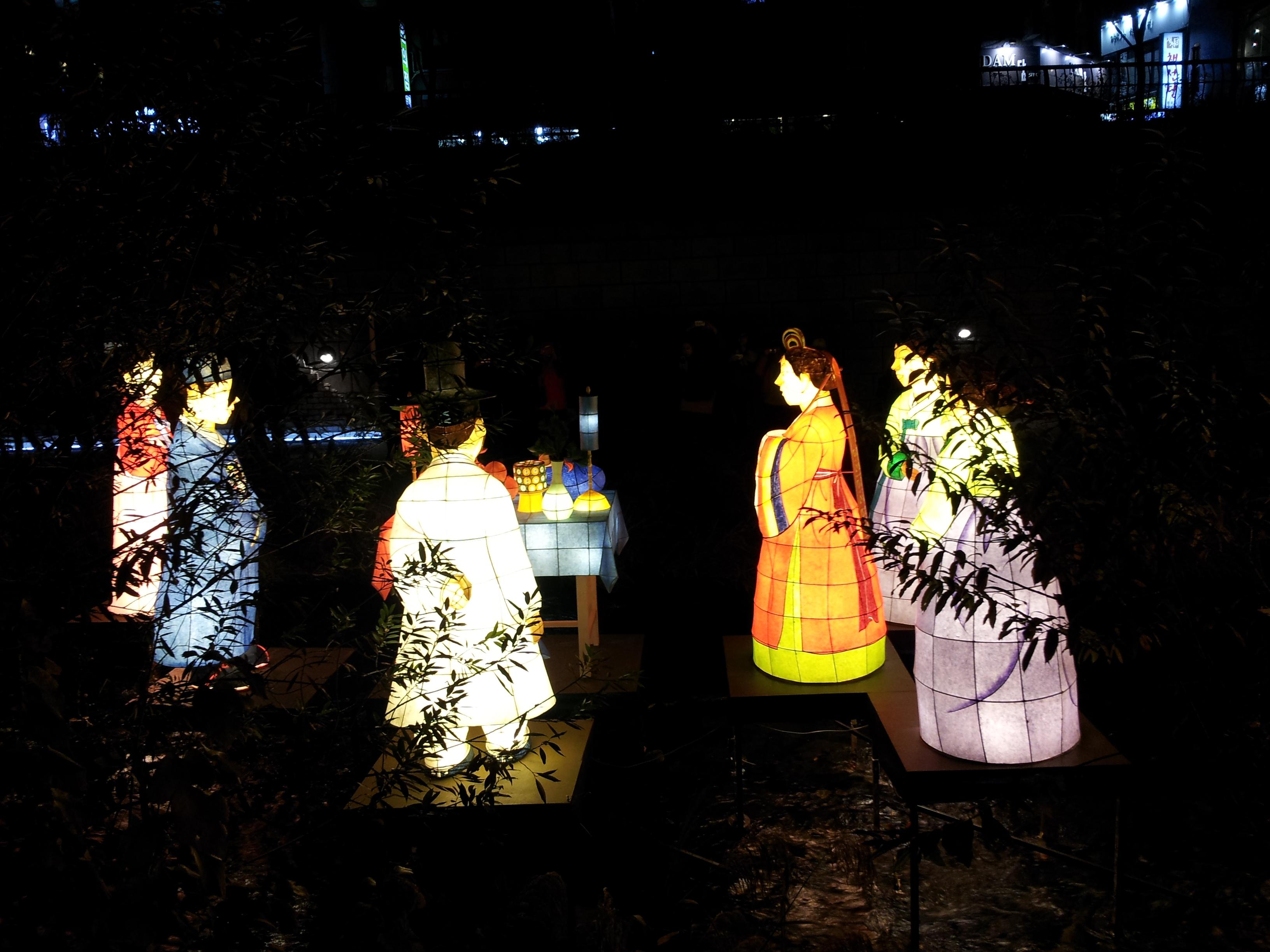
Інсталяція, створена на струмку Чхонгечхон в Сеулі

Предметно-орієнтоване мистецтво - напрям у мистецтві, що реалізує художні завдання для існування їх в певному місці. Як правило, художники, які працюють в цьому напрямку, враховують місце розташування при плануванні і створенні художнього твору. Роботи в цьому напрямку проводяться як комерційними художниками, так і незалежними, і можуть охоплювати наступні напрямки: скульптура, живопис, графіті, інсталяції та інші види мистецтва. Створювані в рамках напряму твори можуть розташовуватися в міських районах і природних ландшафтах      .

## Зародження
Термін «site-specific art» був запропонований американським художником Робертом Ірвіном, перші роботи в цьому напрямку були створені в середині 1970-х років молодими скульпторами, такими як Патриція Йохансон, Денніс Оппенгейм і Афіна Тача, які почали реалізувати свої художні задуми в рамках великих міських об'єктів   .
У скульптурній роботі «Two Jumps for Dead Dog Creek» (1970) Оппенгейм розмістив відбитки лап  пса, що стрибає, на різних сторонах міського струмка міста Айдахо, вписавши тим самим свою роботу в ландшафт міста.
Ідеологія напряму була вперше описана архітектурним критиком Кетрін Ховетт і мистецтвознавцем Люсі Ліппард. Згідно з їхньою теорією, з'явившись з мінімалізму, предметно-орієнтоване мистецтво виступило проти модерністської ідеології і закликало художників реалізовувати свої задуми в будь-яких напрямках, що вписуються в ту чи іншу заздалегідь обрану локацію  .
Предмети модерністського мистецтва були транспортабельні і могли існувати тільки в музейному просторі, при цьому були об'єктами ринку, позаяк могли продаватися і переміщатися. З 1960 року художники намагалися закрити цю можливість для своїх робіт і звернули увагу на новий напрямок предметно-орієнтованого мистецтва. Створювані роботи були прив'язані до конкретного місця і не могли бути переміщені, оскільки були невіддільною частиною локації і при спробі переміщення просто втрачали свою художню цінність. Всі вони володіли унікальною комбінацією фізичних елементів: глибина, довжина, вага, зріст, форма, ландшафт  .

## Приклади
У центрі Сеула (Південна Корея) тече струмок Чхонгечхон, який перетворено в суспільний простір для відпочинку, що розтягнувся на 11 кілометрів. З 2005 року рішенням влади зона струмка перетворилася в єдиний культурний об'єкт . Запрошені художники, ландшафтні дизайнери та архітектори перетворили бетонні стіни струмка в послідовну лінію творів мистецтва, які створювалися в конкретному міському ландшафті спеціально для нього  .
У Женеві (Швейцарія) два фонди сучасного мистецтва міста намагаються інтегрувати мистецтво в архітектуру і суспільний простір, починаючи з 1980 року  . Проект Neons Parallax, розпочатий в 2007 році, був задуманий спеціально для міської площі Plaine de Plainpalais, розташованої в серці міста. Завдання запрошених художників полягало в тому, щоб перетворити  рекламні плакати і вивіски, що знаходяться на площі, в комерційні  твори сучасного мистецтва, гармонійні інтер'єри площі. Проект отримав швейцарський приз Visarte 2017  .
На щорічному фестивалі «Зараження міста» в Кейптауні (Південна Африка) представляється перформанс для конкретного об'єкту, візуальне мистецтво для конкретного об'єкту і заходи. Специфічний для даної роботи характер роботи дозволяє художникам досліджувати сучасну та історичну реальність Центрального ділового району та створювати роботи, які дозволяють користувачам міста взаємодіяти з громадськими просторами і взаємодіяти з ними новими такими, що запам'ятовуються, способами.